# WILL FOR TOMORROW
WILL FOR TOMORROW（ウィル・フォー・トゥモロー）は、2009年4月5日から2009年10月25日までJ-WAVEで放送されていたラジオ番組。

## 概要
翌日月曜からの仕事におけるモチベーションを上げることをコンセプトとして、おもにビジネスの分野において役立つさまざま情報を紹介していた。番組内では略称を「ウィルトモ」として、リスナーからのメールを「ウィルトモメール」と称して紹介していた。
番組開始から2009年9月末まではゼンショーグループが提供し『ZENSHO WILL FOR TOMORROW』として放送されていた。同年10月は企業冠が外れ、キューディファクトリの提供となっていたが同月限りで放送終了となった。

## 放送時間
- 日曜 22:00-22:54

## ナビゲーター
- 新妻聖子

## コーナー
- TRAND WATCH

最新のトピックを紹介。
- VISIONARY PEOPLE

週替わりでゲストを「未来を見通すモチベーター」として招く対談コーナー。
- JBコラム

「JBpress」編集長の川嶋諭が出演し注目の話題を解説する。